# Neolestremia boerhaaviae
Neolestremia boerhaaviae är en tvåvingeart som beskrevs av Mani 1934. Neolestremia boerhaaviae ingår i släktet Neolestremia och familjen gallmyggor. Inga underarter finns listade i Catalogue of Life.